# Hysteropterum reticulatum
Hysteropterum reticulatum är en insektsart som först beskrevs av Herrich-Schäffer 1835.  Hysteropterum reticulatum ingår i släktet Hysteropterum och familjen sköldstritar. Inga underarter finns listade i Catalogue of Life.